# Callipallene brevirostris
Callipallene brevirostris is een zeespin uit de familie Callipallenidae. De soort behoort tot het geslacht Callipallene. Callipallene brevirostris werd in 1837 voor het eerst wetenschappelijk beschreven door Johnston. 